# 3193 Elliot
3193 Elliot (1982 DJ) là một tiểu hành tinh vành đai chính được phát hiện ngày 20 tháng 2 năm 1982 bởi Bowell, E. ở Flagstaff (AM).